# Mahmud Barzanji
El xeic Mahmmud Hafid Barzanji (1878 - 9 d'octubre de 1956) fou el líder d'algunes revoltes kurdes contra el mandat britànic de l'Iraq. Era xeic d'una confraria sufí, els Qadiriyah, de la ciutat de Silemani, al Kurdistan. Es va proclamar rei del Kurdistan, un estat kurd independent.

## Rebel·lions de Mahmud
Mahmud va fer la primera rebel·lió kurda al Kurdistan controlat pels britànics (Kurdistan del Sud) el maig de 1919. Poc després de ser nomenat governador de Sulaymaniyya el desembre de 1918, ordenava l'arrest de tots els oficials polítics i militars britànics a la regió. Després va agafar el control de la regió alçant una força militar dels seus seguidors tribals iranians i es proclamava «governant de tot el Kurdistan».
Com els britànics s'adonaven que el xeic augmentava el seu poder polític i militar, es prepararen a respondre militarment. Dues brigades britàniques es desplegaren per derrotar els combatents del xeic Mahmud a Darbandi Bazyan prop de Sulaymaniyya el juny de 1919. Mahmud era arrestat i finalment exiliat a l'Índia el 1920.
Els lluitadors (peixmergues) de Mahmud es van continuar oposant al domini britànic després del seu arrest. L'èxit de les rebel·lions antibritàniques va permetre el retorn a la regió el 1922 de Mahmud, que continuà promovent atacs en contra de les forces britàniques. El 14 de setembre de 1922 Mahmud Hafid tornava al país i el novembre es proclamava com el primer rei del Kurdistan sota el mandat britànic. El Regne de Kurdistan va durar des de 1922 a 1924. Després que el govern britànic finalment derrotés Sheikh Mamud, entregaven el Kurdistan a Faisal, rei de l'Iraq, sota un govern àrab. Mahmud es retirava a les muntanyes. El 1930, després de la sortida britànica, intentà revifar la lluita, però al cap de poc temps signava un acord de pau amb el govern iraquià i s'instal·lava a l'Iraq el 1932

### Rerefons
El poble kurd no coneixia el sistema occidental que van instal·lar els francesos i anglesos a l'Orient Mitjà després de la Primera Guerra Mundial. Després de la Gran Guerra, els poders occidentals britànics i francès controlaven la terra abans tinguda per l'Imperi Otomà. A causa dels acords Sykes-Picot, la Gran Bretanya era designada com el poder amb mandat a l'Iraq, Mossul, Palestina i Transjordània. Els britànics podien organitzar les fronteres al seu plaer per guanyar un avantatge en aquesta regió. Els britànics tenien control ferm de Bagdad i Bàssora i les regions al voltant d'aquestes ciutats principalment poblades per àrabs xiïtes i sunnites. El 1921, els britànics designaven Faisal I com rei de l'Iraq. Això era una elecció interessant perquè Faisal no tenia cap connexió local, ja que era part de la família Haiximita de l'Hedjaz. Mentre els esdeveniments s'estaven desenvolupant en la part del sud de l'Iraq, els britànics també estaven desenvolupant polítiques noves a l'Iraq del nord que estava habitat principalment per kurds. Les fronteres que els britànics delimitaven tenien el kurds entre l'Iraq central (Bagdad) i les terres turques del nord. La població kurda de l'Iraq vivia a les muntanyes i a quasi tot el vilayat de Mossul. Això era una regió difícil de controlar pels britànics a causa de les lleialtats tribals del kurds. Hi va haver un conflicte després de la guerra entre el govern otomà i el britànic sobre com s'haurien d'establir les fronteres. Els otomans no estaven satisfets amb el resultat del Tractat de Sèvres (1920). Aquest tractat permetia que el control dels vencedors de la guerra sobre molt de l'antic territori de l'Imperi. En particular, els turcs sentien que el vilayat de Mossul era seu perquè els britànics l'havien conquerit il·legalment després de l'armistici de Mudros que havia acabat les hostilitats de la guerra. Amb la descoberta de petroli a l'Iraq del nord, els britànics sabien que estaven poc disposats a renunciar al vilayat de Mossul. També era avantatjós pels britànics fer jugar als kurds tenir un paper d'intermediaris entre ells mateixos i l'Imperi Otomà i després amb la Turquia republicana. Tot d'això va donar importància a Mahmud Hafid. Amb el kurds al mig del nou estat iraquià i l'Imperi Otomà, la Gran Bretanya podria guanyar un escut de protector per a l'Iraq. Els britànics prometeren al kurds durant la guerra que rebrien la seva pròpia terra per formar un estat kurd, però tanmateix els britànics no estaven segurs en què es quedaria la seva promesa, i en el fons no pensaven respectar-la, i aquest fou el primer de molts exemples que els britànics manipulaven el kurds i els mentien. Aquesta mentida inicial feia desconfiar a part del kurds. El 1919 l'oposició començava a desenvolupar-se a les regions kurdes perquè no estaven satisfets amb la situació que els britànics els imposaven. Així els britànics intentaven establir un govern de titelles a la regió i designaven un líder popular de la regió, i aquest fou Mahmud Hafid que es convertia en governador del Kurdistan del sud.

### Poder i rebel·lions
Mahmud Hafid era una persona molt orgullosa i tenia ambicions a favor del poble kurd perquè aquest pogués controlar el seu propi estat i obtenir la independència dels britànics. Els britànics nomenaren a Mahmud governador de Sulaymaniyya a Kurdistan del sud com a manera de guanyar una control indirecte en aquesta regió. Els britànics volien exercir el control amb el popular Mahmud al timó que creien els donaria suport, i era un líder que podia controlar i calmar la regió. Però Mahmud no en tenia prou amb aquest petit poder i tenia ambicions per a més, no solament per a si mateix, sinó per al poble kurd. Es declarava el "rei del Kurdistan" i afirmava ser el governant de tot el kurds. Tanmateix l'opinió de Mahmud entre els kurds era diversa perquè s'estava tornant massa fort i ambiciós per alguns. Mahmud era un líder molt carismàtic i enèrgic que esperava crear el Kurdistan i inicialment els britànics permeteren a Mahmud seguir amb aquestes ambicions perquè estava unint la regió i el poble que després els britànics controlarien. Tanmateix, el 1919, Mahmud feia servir el seu poder contra els britànics capturant oficials britànics en la revolta dels kurds contra aquests. L'historiador Kevin McKierman escriu: "La rebel·lió durà fins que Mahmud fou ferit en combat, cosa que va passar a la carretera entre Kirkuk i Sulaymaniyya. Captat per forces britàniques, fou condemnat a mort, però més tard empresonat en un fort britànic a l'Índia". Hi va romandre fins a 1922.

### Retorn i segona rebel·lió
Amb l'exili del xeic a l'Índia, els nacionalistes turcs de l'Imperi Otomà que s'esfondrava, estaven provocant molts problemes a les regions kurdes de l'Iraq. Els nacionalistes turcs, dirigits per Mustafa Kemal, estaven avançant durant els primers anys vint després de la seva victòria contra Grècia i estaven intentant agafar impuls a l'Iraq i recuperar Mossul. Amb els britànics en el control directe d'Iraq del nord després de l'exili de Mahmud, l'àrea s'estava tornant cada vegada més hostil per als oficials britànics a causa de l'amenaça de Turquia. Llavors la regió era dirigida pel germà de Mahmud, xeic Kadir, que no era capaç de manejar la situació, i era vist pels britànics com a líder inestable i de poca confiança. Percy Cox, un oficial militar britànic i administrador a l'Orient Mitjà especialment Iraq, i Winston Churchill, un polític britànic, discutiren si alliberar Mahmud del seu exili i portar-lo a regnar a l'Iraq del nord. Això permetria als britànics tenir millor control sobre aquesta regió hostil però important. Cox sostenia que els britànics podrien guanyar autoritat en una regió que últimament estaven evacuant davant els turcs i que el xeic era l'única esperança de recuperar altra vegada la regió. Cox era conscient dels perills de portar al xeic però era també conscient que una de les raons principals per al malestar a la regió era la percepció de violació que les promeses anteriors d'autonomia s'incomplissin i els britànics portessin al poble kurda sota govern directe del govern àrab de Bagdad. El somni kurd d'un estat independent s'estava fent menys probable a causa del conflicte provocat a la regió. Portar a Mahmud era la seva única possibilitat d'un estat iraquià pacífic a la regió i contra Turquia. Cox acordava finalment portar a Mahmud i nomenar-lo governador de Kurdistan del sud. El 20 de desembre de 1922 Cox també acceptat en una unió declaració angloiraquiana que permetria un govern kurd si eren capaços de redactar una constitució i posar-se d'acord en els límits fronterers. Cox sabia que amb la inestabilitat a la regió i el fet que hi havia molts grups kurds seria gairebé impossible que arribessin a una solució. En el seu retorn, Mahmud es proclamava rei del Kurdistan. Mahmud rebutjava ràpidament l'aliança amb els britànics i començava a treballar en aliança amb els turcs. Cox s'adonà de la situació, i el 1923 negava que els kurds tinguessin res a dir en el govern i retiraven la seva oferta del seu propi estat independent. Mahmud fou el rei fins a 1924 quan els britànics van agafar el control després dels bombardejos de la Royal Air Force; amagat a les muntanyes va dirigir la revolta contra els britànics fins al 1932 quan finalment es va entregar i va viure a l'exili a l'Iraq del sud.

### Mort i llegat
Mahmud demanava la pau i s'exiliava a l'Iraq del sud el maig de 1932 i podia retornar al seu poble familiar el 1941 on romania la resta de la seva vida. Moria el 1956 amb la seva família. Fou un veritable i lleial kurd. Encara se'l recorda avui amb exhibicions a l'Iraq del nord i especialment a Sulaymaniyya. Fou un líder valent en contra del mandat britànic a l'Iraq i lluitador per la independència i respecte del seu poble. Fou el primer líder que va emergir al segle xx al Kurdistan i fou el pioner de molts líders kurds futurs. Encara avui dia és considerat un heroi pels kurds.